# Звіздне
Зві́здне (до 1948 року — Очка́-Байла́р; крим. Oçqa Baylar) — село Курманського району Автономної Республіки Крим.
Відстань від райцентру до населеного пункта становить 29 кілометрів по прямій.
У 2023 році у проєкті Постанови Верховної Ради України «Про перейменування деяких населених пунктів Автономної Республіки Крим» село запропоновано перейменувати на Очка-Байлар.